# 文淑 (演員)
文淑（韓語：문숙，1954年5月19日—），韓國女演員。
文淑於1972年出道後旋即成為當時韓國熱門的新星，並在兩年後與著名導演李晚熙透過合作拍攝電影一拍即合而結婚。在翌年李晚熙因肝硬化突然去世後，文淑隻身赴美銷聲匿跡地生活近40年，之後於2014年回歸韓國重啟演藝活動，其人生充滿轉折。

## 簡歷

### 早期出道時期
文淑本名為吳慶淑（韓語：오경숙），在1954年出生於京畿道楊州郡。文淑從小便具有表演慾，曾在乘坐公車時在不認識的人面前唱歌，並自覺是一個天生的演員。1972年，文淑在高中3年級時穿著校服、沒有化妝便前往應徵東洋廣播電視台（TBC）的演員公開招募，並因穿著校服最終被錄取。這在1970年代時為一破格的事情，因當時以女高中生之齡應徵演員，往往只從特別招募途徑取錄，但通過公開招聘身份出道是極為罕有的事。成功獲取錄後，文淑於1973年參演TBC電視劇 《世娜的家》出道，故在此之後一段時間以藝名吳世娜（韓語：오세나）活動。1975年，她參演TBC的另一部電視劇 《白色玫瑰》，同樣擔任配角角色。

### 電影圈活動
在東洋廣播電視台出道後，她亦開始在電影圈中嶄露頭角。1974年5月，她在首次參與電影試鏡時便遇上李晚熙導演，並成功獲他注目，起用她為新作《像太陽的少女》的女主角。她因而憑藉其具異國風情和神祕莫測的外貌，成功在各種電視節目和廣告中登場，成為韓國電影圈最耀眼的新星。在電影上映之際，李晚熙為她起了新藝名文淑，並沿用至今。在遇到李晚熙後，雙方皆認為彼此是理解對方靈魂的靈魂伴侶，故旋即成為戀人關係。但兩人相差23歲、男方為帶著孩子的離婚男子的身份，令該段戀情在當時的目光為極度驚奇的事。雖然如此，但雙方在《像太陽的少女》上映後避開了大眾的視線，在1974年秋天舉行了屬於他們兩人的祕密婚禮結婚。
其後，文淑在兩年間連續出演李晚熙執導的兩部電影《三角的陷阱》與《森浦之路》。但李晚熙在《森浦之路》的後期工作進行時，隱瞞其肝硬化病情。最終，他在1975年4月去世，令兩人的婚姻只持續不足一年。文淑因極為哀痛而患上憂鬱症和恐慌症，更令她無法駕駛和與人談話，每天躺在牀上發呆。

### 赴美生活
在經歷人生低潮後，她在其後意識到能救自己的人只有自己，所以決定去美國開展新生活，中斷其演藝生活。1977年，她前往美國佛羅里達州生活，希望前往一個韓國人都沒有的地方。在該處，她在瑞格林藝術與設計學院專攻西洋畫，試圖以畫畫控制心境。但在過程中始終未能投入，更因用力過猛而導致身體出現毛病。雖然如此，但她仍獲得美術系最高榮譽的校長大獎後畢業。其後，她定居於新墨西哥州的聖塔菲，並開始學習瑜伽。此外，她亦開始在美國的遊歷，包括在無人的沙漠、森林裏冥想，並到處尋找古老的教堂，躺在印第安人的地下禮拜堂Kiva過夜等。2004年，她改到夏威夷茂伊島居住。
此後，她在美國生活時常往返於夏威夷和美國本土，透過冥想和瑜伽克服憂鬱症，並變身成自然治療專家。她在美國生活的數十年間一直銷聲匿跡，至2007年她出版與李晚熙的愛情回憶錄《最後一年》後才為人所知。其後，她在2010年時出版兩本關於自然治癒式生活的書，在當時健康生活熱潮下成為暢銷書，更令藝人李孝利和韓孝珠親自拜訪她在夏威夷的居所學習祕方。
另外，她當時亦在美國加利福尼亞州和佛羅里達州以畫家身份活動，之後轉到夏威夷學習冥想治癒醫學和自然健康飲食。在美國生活期間，她曾與一美籍男子再婚，並育有兩個孩子，但最終雙方離婚告終。雖然如此，但她仍對李晚熙一直抱有思念之情。

### 回歸韓國
2014年，她結束在美國長達40年的生活回歸韓國。2015年，她出演電影《愛上變身情人》，事隔38年再度回歸電影圈中，並於翌年起開始復出出演電視劇，主要參演配角角色。

## 演出作品

### 電視劇
- 1973年：TBC《世娜的家》
- 1975年：TBC《白色玫瑰》
- 2016年：JTBC《青春時代》飾演 Baek
- 2017年：tvN《記憶》飾演 黃泰善
- 2017年：OCN《隧道》飾演 洪惠元
- 2017年：MBC《逆賊：偷百姓的盜賊》飾演 昭惠王后
- 2018年：OCN《火星生活》飾演 韓泰柱的媽媽
- 2018年：JTBC《愛上變身情人》
- 2018年：KBS《最完美的離婚》飾演 高美淑
- 2018年：KBS《國標舞女孩》飾演 惠珍的奶奶
- 2018年：OCN《Priest》飾演 李海旻
- 2019年：MBN《優雅的家》（特別出演）飾演 牛奶魔女
- 2020年：MBC《上司實習生》飾演 玉慶伊
- 2020年：OCN《驅魔麵館》飾演 維根
- 2021年：SBS《紅天機》飾演 三神
- 2023年：SBS《惡鬼》飾演 誦經人（特別出演）
- 2023年：tvN《驅魔麵館2：全面回擊》飾演 維根
- 2023年：Nefilx《假面女郎》飾演 申永熙
- 2023年：tvN《無人島的Diva》飾演 高山希

### 電影
- 1974年：《像太陽的少女（朝鲜语：태양 닮은 소녀）》飾演 仁英
- 1975年：《三角的陷阱（朝鲜语：삼각의 함정）》
- 1975年：《森浦之路》飾演 白花
- 1976年：《英小姐的下落（朝鲜语：미스 영의 행방）》
- 1977年：《向那個高處（朝鲜语：저 높은 곳을 향하여）》
- 2015年：《愛上變身情人》飾演 禹鎮的媽媽
- 2018年：《那才是我的世界》飾演 福子
- 2018年：《Herstory（朝鲜语：허스토리）》飾演 徐貴順
- 2018年：《群山：歌唱的鵝（朝鲜语：군산: 거위를 노래하다）》飾演 群山餐廳東主（特別出演）
- 2019年：《娑婆訶》飾演 明熙
- 2021年：《非常宣言》飾演 醫生

## 獎項
- 1975年：第11屆百想藝術大獎－女子新人獎
- 1975年：第14屆大鐘獎－新人獎

## 外部連結
- YouTube上的文淑頻道
- 文淑在NAVER上的资料
- 文淑在Daum上的资料